# Бета-гидроксимасляная кислота
Бета-гидроксима́сляная кислота́ (также β-гидроксибутират, β-оксимасляная кислота, сокр. БОМК) — представляет собой кислородосодержащее органическое соединение с формулой СН3СН(ОН)CH2COOH, одноосновная карбоновая гидроксикислота. БОМК является хиральным соединением, имеющим два энантиомера, L(S)-3-гидроксимасляная кислота и D(R)-3-гидроксимасляная кислота (продукт метаболизма животных, включая человека). Её окисленные и полимерные производные широко распространены в природе. У людей D-3-гидроксимасляная кислота является одним из двух основных эндогенных агонистов рецептора 2-гидроксикарбоновой кислоты (HCA2), Gi/o-субъединицы, связанной с G-белком (GPCR).

## Физические свойства
При комнатной температуре представляет собой твёрдое кристаллическое вещество, слабо растворимое в воде, хорошо в полярных органических растворителях (этаноле и диэтиловом эфире), имеет неприятный запах. Температура плавления 44-46 °С, кипит при 120 °С.

## Биосинтез
В организме человека, бета-гидроксибутират синтезируется в печени из ацетил-КоА. Биосинтез катализируется ферментом бета-гидроксибутиратдегидрогеназы.

## Получение
БОМК получают из ацетоуксусного эфира, действуя на него амальгамой натрия, процесс происходит при низких температурах:
При этом образуется смесь энантиомеров (RS)-β-гидроксимасляных кислот.
Также существует синтез из 1-хлорпропан-2-ола, который взаимодействуя со спиртовым раствором KCN, образует соответствующий нитрил. Затем нитрил гидролизуют и получают β-гидроксимасляную кислоту:

## Участие в метаболизме
БОМК относится к кетоновым телам. При повышении концентрации БОМК в крови, возникает кетоз. Как промежуточный продукт окисления жирных кислот накапливается в организме у больных сахарным диабетом, являясь, в свою очередь, предшественником ацетоуксусной кислоты. Соединение может быть использовано в качестве источника энергии для мозга, когда наблюдается низкий уровень глюкозы в крови.